# Lijst van rijksmonumenten in Enkhuizen
De gemeente Enkhuizen telt 363 inschrijvingen in het rijksmonumentenregister. Hieronder een overzicht. 
| Object | Oorspronkelijke functie?  | Bouwjaar                                                        | Architect             | Locatie                            | Coördinaten?                  | Nr.?   | Afbeelding                                                                                       |
| --- | ------------------------- | --------------------------------------------------------------- | --------------------- | ---------------------------------- | ----------------------------- | ------ | ------------------------------------------------------------------------------------------------ |
| Pand met bakstenen halsgevel met kuifstuk; omlijste deur                                                                                              | Woonhuis                  | midden 18e eeuw                                                 |                       | Bagijnestraat 3                    | 52° 42' 11" NB, 5° 17' 14" OL | 14971  | Meer afbeeldingen                                                                                |
| Pand met 18e-eeuwse gevel met rechte kroonlijst onder dwarskap                                                                                        | Woonhuis                  | 18e eeuw                                                        |                       | Bocht 3                            | 52° 42' 2" NB, 5° 17' 40" OL  | 14972  | Meer afbeeldingen                                                                                |
| Pand met 18e-eeuwse gevel met rechte kroonlijst onder dwarskap                                                                                        | Woonhuis                  | 18e eeuw                                                        |                       | Bocht 5                            | 52° 42' 2" NB, 5° 17' 40" OL  | 14973  | Meer afbeeldingen                                                                                |
| Pand met 18e-eeuwse gevel met rechte kroonlijst onder dwarskap                                                                                        | Woonhuis                  | 18e eeuw                                                        |                       | Bocht 7                            | 52° 42' 2" NB, 5° 17' 39" OL  | 14974  | Meer afbeeldingen                                                                                |
| Eenvoudig huis met rechte kroonlijst en dakkapel | Appartementengebouw       | laat 18e eeuw                                                   |                       | Bocht 9                            | 52° 42' 2" NB, 5° 17' 39" OL  | 14975  | Meer afbeeldingen                                                                                |
| Breed woon- en winkelpand onder dwarskap; pui hersteld                                                                                                | Werk-woonhuis             | 17e eeuw                                                        |                       | Bocht 11                           | 52° 42' 2" NB, 5° 17' 39" OL  | 14976  | Meer afbeeldingen                                                                                |
| Pand, gewijzigd woonhuis met rechte kroonlijst | Woonhuis                  | 1683 18e eeuw (gewijzigd)                                       |                       | Bocht 15                           | 52° 42' 3" NB, 5° 17' 38" OL  | 14977  | Meer afbeeldingen                                                                                |
| Pand met eenvoudige laat-18e-eeuwse gevel met rechte kroonlijst en dwarskap. Vensters op de verdieping met roeden                                     | Woonhuis                  | laat 18e eeuw                                                   |                       | Bocht 4                            | 52° 42' 3" NB, 5° 17' 39" OL  | 14978  | Meer afbeeldingen                                                                                |
| Pand met eenvoudige laat-18e-eeuwse gevel met rechte kroonlijst en dwarskap. Zijgevel aan de Dijkstraat en achterhuis                                 | Woonhuis                  | 18e eeuw                                                        |                       | Bocht 8                            | 52° 42' 3" NB, 5° 17' 39" OL  | 14979  | Meer afbeeldingen                                                                                |
| Pand met eenvoudige puntgevel; pui gewijzigd | Woonhuis                  | 17e eeuw                                                        |                       | Breedstraat 27                     | 52° 42' 19" NB, 5° 17' 41" OL | 14980  | Meer afbeeldingen                                                                                |
| Pand met laatgotische gevel met speklagen doorregen, in de drie traveeën op de begane grond en verdieping geprofileerd segmentbogige nissen           | Woonhuis                  | 18e eeuw                                                        |                       | Breedstraat 41                     | 52° 42' 17" NB, 5° 17' 41" OL | 14981  | Meer afbeeldingen                                                                                |
| Pand met laatgotische gevel met speklagen doorregen                                                                                                   | Woonhuis                  | 16e/18e/19e eeuw                                                |                       | Breedstraat 43                     | 52° 42' 17" NB, 5° 17' 41" OL | 14982  | Pand met laatgotische gevel met speklagen doorregen                                              |
| Eenvoudig laag pand met schilddak, vensters met roeden, marmeren stoep                                                                                | Woonhuis                  | 18e eeuw                                                        |                       | Breedstraat 49                     | 52° 42' 16" NB, 5° 17' 41" OL | 14983  | Meer afbeeldingen                                                                                |
| Pand met brede gevel met hoekpilasters en middenrisaliet; stoep met marmeren tegels. Tuinkoepel aan de Hoogstraat. Tuighuis langs zijmuur van de tuin | Woonhuis                  | eerste kwart 19e eeuw                                           |                       | Breedstraat 51                     | 52° 42' 15" NB, 5° 17' 41" OL | 14984  | Meer afbeeldingen                                                                                |
| Stadhuis | Bestuursgebouw en onderdl | 1688                                                            | Steven Vennecool      | Breedstraat 53                     | 52° 42' 15" NB, 5° 17' 41" OL | 14985  | Meer afbeeldingen                                                                                |
| Pand met eenvoudige 18e-eeuwse gevel met hoekpilasters en marmeren tegels in de stoep                                                                 | Woonhuis                  | 18e eeuw                                                        |                       | Breedstraat 61                     | 52° 42' 13" NB, 5° 17' 41" OL | 14986  | Meer afbeeldingen                                                                                |
| Eenvoudig woonhuis met nok evenwijdig aan de straat                                                                                                   | Woonhuis                  | laatste kwart 18e eeuw - eerste helft 19e eeuw                  |                       | Breedstraat 63                     | 52° 42' 13" NB, 5° 17' 41" OL | 14987  | Meer afbeeldingen                                                                                |
| Vrijstaand breed laag woonhuis, met ingezwenkte en door fronton gedekte middentop voor dwarskap                                                       | Woonhuis                  | 18e eeuw                                                        |                       | Breedstraat 69                     | 52° 42' 12" NB, 5° 17' 41" OL | 14988  | Vrijstaand breed laag woonhuis, met ingezwenkte en door fronton gedekte middentop voor dwarskap  |
| Dwarshuis hoek Hennegat onder zadeldak tussen topgevels                                                                                               | Woonhuis                  | 18e-19e eeuw                                                    |                       | Breedstraat 87                     | 52° 42' 10" NB, 5° 17' 41" OL | 14989  | Meer afbeeldingen                                                                                |
| Pand met topgevel met toppilaster onder zadeldak | Woonhuis                  |                                                                 |                       | Breedstraat 95                     | 52° 42' 9" NB, 5° 17' 41" OL  | 14990  | Meer afbeeldingen                                                                                |
| Pand met topgevel met toppilaster onder zadeldak | Woonhuis                  | mogelijk 19e eeuw                                               |                       | Breedstraat 101                    | 52° 42' 9" NB, 5° 17' 41" OL  | 14991  | Pand met topgevel met toppilaster onder zadeldak                                                 |
| Pand met trapgevel onder zadeldak | Woonhuis                  |                                                                 |                       | Breedstraat 105                    | 52° 42' 8" NB, 5° 17' 41" OL  | 14992  | Meer afbeeldingen                                                                                |
| Diep en hoog pand met door blokken versierde trapgevel                                                                                                | Appartementengebouw       | 1640                                                            |                       | Breedstraat 121                    | 52° 42' 7" NB, 5° 17' 41" OL  | 14993  | Meer afbeeldingen                                                                                |
| Pand met trapgeveltje met uitstekende blokken en hoornvormige klauwstukken                                                                            | Appartementengebouw       | 1623                                                            |                       | Breedstraat 32                     | 52° 42' 17" NB, 5° 17' 40" OL | 14994  | Meer afbeeldingen                                                                                |
| Eenvoudig pand met rechte kroonlijst | Appartementengebouw       | 19e eeuw                                                        |                       | Breedstraat 34                     | 52° 42' 16" NB, 5° 17' 40" OL | 14995  | Meer afbeeldingen                                                                                |
| Zeer eenvoudig laag pand met zadeldak | Appartementengebouw       |                                                                 |                       | Breedstraat 36                     | 52° 42' 16" NB, 5° 17' 40" OL | 14996  | Meer afbeeldingen                                                                                |
| Pand met eenvoudig ingezwenkte halsgevel | Woonhuis                  | 18e eeuw                                                        |                       | Breedstraat 38                     | 52° 42' 16" NB, 5° 17' 40" OL | 14997  | Meer afbeeldingen                                                                                |
| Lutherse Kerk | Kerk en kerkonderdeel     | vroeg 19e eeuw                                                  |                       | Breedstraat 40                     | 52° 42' 16" NB, 5° 17' 40" OL | 14998  | Meer afbeeldingen                                                                                |
| Pastorie lutherse gemeente | Woonhuis                  |                                                                 |                       | Breedstraat 42                     | 52° 42' 16" NB, 5° 17' 40" OL | 14999  | Meer afbeeldingen                                                                                |
| Pand met bakstenen halsgevel met bakstenen klauwstukken                                                                                               | Woonhuis                  | 1753                                                            |                       | Breedstraat 44                     | 52° 42' 16" NB, 5° 17' 40" OL | 15000  | Meer afbeeldingen                                                                                |
| Pand met eenvoudige halsgevel geheel van baksteen met houten fronton                                                                                  | Woonhuis                  | 18e eeuw                                                        |                       | Breedstraat 46                     | 52° 42' 15" NB, 5° 17' 40" OL | 15001  | Meer afbeeldingen                                                                                |
| Vijf traveeën breed dwarshuis | Woonhuis                  | 18e eeuw of midden 19e eeuw                                     |                       | Breedstraat 48                     | 52° 42' 15" NB, 5° 17' 40" OL | 15002  | Meer afbeeldingen                                                                                |
| Pand met laat-18e-eeuwse gevel met rechte kroonlijst voor ouder pand met lang zadeldak                                                                | Woonhuis                  | laat 18e eeuw                                                   |                       | Breedstraat 50                     | 52° 42' 15" NB, 5° 17' 40" OL | 15003  | Meer afbeeldingen                                                                                |
| Pand met eenvoudige bakstenen halsgevel | Woonhuis                  | 18e eeuw                                                        |                       | Breedstraat 58                     | 52° 42' 13" NB, 5° 17' 40" OL | 15004  | Meer afbeeldingen                                                                                |
| Pand met bakstenen trapgevel met in het fries drie gevelstenen                                                                                        | Woonhuis                  | 1643 en 18e eeuw                                                |                       | Breedstraat 60                     | 52° 42' 13" NB, 5° 17' 40" OL | 15005  | Meer afbeeldingen                                                                                |
| Pand met gepleisterde topgevel met toppilaster en treden ter halverhoogte                                                                             | Werk-woonhuis             | 17e eeuw                                                        |                       | Breedstraat 64                     | 52° 42' 13" NB, 5° 17' 40" OL | 15006  | Meer afbeeldingen                                                                                |
| Breed herenhuis met omlijste deurpartij | Woonhuis                  | 18e eeuw                                                        |                       | Breedstraat 66                     | 52° 42' 13" NB, 5° 17' 40" OL | 15007  | Meer afbeeldingen                                                                                |
| Eenvoudig huis met verdieping onder dwarse kap | Woonhuis                  | 18e-19e eeuw                                                    |                       | Breedstraat 70                     | 52° 42' 12" NB, 5° 17' 40" OL | 15008  | Meer afbeeldingen                                                                                |
| Laag pand onder dwarskap | Woonhuis                  |                                                                 |                       | Breedstraat 78                     | 52° 42' 11" NB, 5° 17' 40" OL | 15009  | Meer afbeeldingen                                                                                |
| Gepleisterde gevel voor ouder pand | Woonhuis                  | 19e eeuw                                                        |                       | Breedstraat 80                     | 52° 42' 11" NB, 5° 17' 40" OL | 15010  | Meer afbeeldingen                                                                                |
| Oud-Katholieke Kerk, onderdelen communiebank, preekstoel, orgel                                                                                       | Vanwege onderdelen kerk   | 1908 (bouw) 18e eeuw (communiebank) ca. 1840 (orgel)            |                       | Breedstraat 82                     | 52° 42' 10" NB, 5° 17' 40" OL | 15011  | Meer afbeeldingen                                                                                |
| Eenvoudig pand met topgevel xviii, hoek boekbinderstraat                                                                                              | Woonhuis                  | 18e eeuw                                                        |                       | Breedstraat 90                     | 52° 42' 10" NB, 5° 17' 40" OL | 15012  | Meer afbeeldingen                                                                                |
| Pand met trapgevel boven fries met gevel- en jaartalsteen                                                                                             | Woonhuis                  | 1619 (jaarsteen)                                                |                       | Breedstraat 102                    | 52° 42' 9" NB, 5° 17' 40" OL  | 15013  | Meer afbeeldingen                                                                                |
| Laag pand met toppilaster en topgevel onder zadeldak                                                                                                  | Woonhuis                  |                                                                 |                       | Breedstraat 108                    | 52° 42' 8" NB, 5° 17' 40" OL  | 15016  | Meer afbeeldingen                                                                                |
| Laag pand met toppilaster en topgevel onder zadeldak                                                                                                  | Woonhuis                  |                                                                 |                       | Breedstraat 110                    | 52° 42' 8" NB, 5° 17' 40" OL  | 15017  | Meer afbeeldingen                                                                                |
| Laag pand met toppilaster en topgevel onder zadeldak                                                                                                  | Woonhuis                  |                                                                 |                       | Breedstraat 112                    | 52° 42' 8" NB, 5° 17' 40" OL  | 15018  | Meer afbeeldingen                                                                                |
| Pand met verdieping onder dwarskap tussen topgevels                                                                                                   | Woonhuis                  | 18e-19e eeuw                                                    |                       | Breedstraat 144                    | 52° 42' 5" NB, 5° 17' 40" OL  | 15019  | Meer afbeeldingen                                                                                |
| Pand met topgevel onder zadeldak | Woonhuis                  | 19e eeuw                                                        |                       | Breedstraat 146                    | 52° 42' 5" NB, 5° 17' 40" OL  | 15020  | Meer afbeeldingen                                                                                |
| Gerend hoekpand onder dwarskap | Woonhuis                  | tweede helft 18e eeuw - 19e eeuw                                |                       | Breedstraat 156                    | 52° 42' 4" NB, 5° 17' 40" OL  | 15021  | Meer afbeeldingen                                                                                |
| Laag pandje met groot venster waarin roeden | Woonhuis                  |                                                                 |                       | Breedstraat 160                    | 52° 42' 3" NB, 5° 17' 40" OL  | 15022  | Meer afbeeldingen                                                                                |
| Pand met in machinale steen vernieuwde topgevel | Woonhuis                  | 1777 (topgevel)                                                 |                       | Breedstraat 162                    | 52° 42' 3" NB, 5° 17' 40" OL  | 15023  | Meer afbeeldingen                                                                                |
| Eenvoudige laat-19e-eeuwse gevel, voor ouder pand | Woonhuis                  | laat 19e eeuw                                                   |                       | Breedstraat 164                    | 52° 42' 3" NB, 5° 17' 40" OL  | 15024  | Meer afbeeldingen                                                                                |
| Pand met van top beroofde 17e-eeuwse gevel met drie gevelstenen in het Fries                                                                          | Woonhuis                  | 17e eeuw                                                        |                       | Breedstraat 166                    | 52° 42' 3" NB, 5° 17' 40" OL  | 15025  | Meer afbeeldingen                                                                                |
| Pand met hoog dak, voor afgesnoten, achter top | Woonhuis                  | 17e eeuw                                                        |                       | Dijk 2                             | 52° 42' 3" NB, 5° 17' 37" OL  | 15026  | Meer afbeeldingen                                                                                |
| Hoogst eenvoudige panden onder doorlopende rechte kroonlijst                                                                                          | Woonhuis                  | 18e eeuw                                                        |                       | Dijk 4                             | 52° 42' 4" NB, 5° 17' 37" OL  | 15027  | Meer afbeeldingen                                                                                |
| Bijzonder diep doorlopend pakhuis met zadeldak, aan de gevel afgesnoten                                                                               | Opslag                    |                                                                 |                       | Dijk 28                            | 52° 42' 6" NB, 5° 17' 35" OL  | 15028  | Meer afbeeldingen                                                                                |
| Snouck van Loosenhuis | Woonhuis                  | ca. 1742 (rechterdeel) eind 18e eeuw (linkerdeel)               |                       | Dijk 34                            | 52° 42' 6" NB, 5° 17' 34" OL  | 15029  | Meer afbeeldingen                                                                                |
| Pand met rechte kroonlijst met dakkapel | Woonhuis                  | laat 18e eeuw                                                   |                       | Dijk 38                            | 52° 42' 7" NB, 5° 17' 34" OL  | 15030  | Meer afbeeldingen                                                                                |
| Pand onder wigvormig toelopend zadeldak | Opslag                    | 19e eeuw                                                        |                       | Dijk 56                            | 52° 42' 8" NB, 5° 17' 31" OL  | 15031  | Meer afbeeldingen                                                                                |
| Bakstenen puntgevel | Opslag                    | 18e eeuw                                                        |                       | Dijk 60                            | 52° 42' 8" NB, 5° 17' 30" OL  | 15032  | Meer afbeeldingen                                                                                |
| Pand met eenvoudige laat-18e-eeuwse gevel | Woonhuis                  | laat 18e eeuw                                                   |                       | Dijk 70                            | 52° 42' 8" NB, 5° 17' 27" OL  | 15033  | Meer afbeeldingen                                                                                |
| Pand met recht afgesloten fragment van een tamelijk rijk versierde gevel                                                                              | Woonhuis                  | 1646                                                            |                       | Dijk 72                            | 52° 42' 8" NB, 5° 17' 27" OL  | 15034  | Meer afbeeldingen                                                                                |
| Vijf traveeën breed pand met gepleisterde gevel met rechte kroonlijst onder hoog zadeldak evenwijdig aan de straat                                    | Woonhuis                  |                                                                 |                       | Dijk 74                            | 52° 42' 8" NB, 5° 17' 26" OL  | 15035  | Meer afbeeldingen                                                                                |
| Hoog pakhuis | Opslag                    | 17e eeuw mogelijk 1565 (datering)                               |                       | Dijk 80                            | 52° 42' 8" NB, 5° 17' 24" OL  | 15036  | Meer afbeeldingen                                                                                |
| Gepleisterd fragment van een pakhuisgevel | Opslag                    |                                                                 |                       | Dijk 82                            | 52° 42' 8" NB, 5° 17' 23" OL  | 15037  | Meer afbeeldingen                                                                                |
| Hoge pakhuisgevel met bergstenen banden en blokken | Opslag                    | 1617 (datering)                                                 |                       | Dijk 84                            | 52° 42' 8" NB, 5° 17' 23" OL  | 15038  | Meer afbeeldingen                                                                                |
| Pand met eenvoudige lagere gevel met rechte kroonlijst                                                                                                | Woonhuis                  | 19e eeuw                                                        |                       | Dijk 86                            | 52° 42' 8" NB, 5° 17' 23" OL  | 15039  | Meer afbeeldingen                                                                                |
| De Vier Kronen | Woonhuis                  | 19e eeuw                                                        |                       | Dijk 100                           | 52° 42' 9" NB, 5° 17' 13" OL  | 15040  | Meer afbeeldingen                                                                                |
| Eenvoudige boerenwoning | Woonhuis                  | 18e eeuw (oorsprong)                                            |                       | Handvastwater 7                    | 52° 42' 21" NB, 5° 17' 9" OL  | 15041  | Eenvoudige boerenwoning                                                                          |
| Theehuis Mijn Genoegen | Bijgebouwen kastelen enz. | 18e eeuw                                                        |                       | Handvastwater 26                   | 52° 42' 24" NB, 5° 17' 7" OL  | 15042  | Meer afbeeldingen                                                                                |
| Pakhuis tussen twee topgevels | Opslag                    | mogelijk 17e eeuw                                               |                       | Harpstraat 4                       | 52° 42' 12" NB, 5° 17' 23" OL | 15044  | Meer afbeeldingen                                                                                |
| Voormalig accijnshuisje | Transport                 | 17e eeuw                                                        |                       | Voormalig accijnshuisje            | 52° 41' 60" NB, 5° 17' 39" OL | 15045  | Meer afbeeldingen                                                                                |
| Dubbel pand met bakstenen tweelingtrapgevel | Woonhuis                  |                                                                 |                       | Hoogstraat 10                      | 52° 42' 15" NB, 5° 17' 44" OL | 15046  | Meer afbeeldingen                                                                                |
| Breed laag pand waarin smederij gevestigd | Opslag                    | 19e eeuw                                                        |                       | Sint Janstraat 6                   | 52° 42' 9" NB, 5° 17' 30" OL  | 15047  | Meer afbeeldingen                                                                                |
| Pand met bakstenen trapgevel boven verminkte pui met houten puilijst                                                                                  | Industrie                 |                                                                 |                       | Sint Janstraat 9                   | 52° 42' 9" NB, 5° 17' 29" OL  | 15048  | Meer afbeeldingen                                                                                |
| Hotel "de Oranjezaal" | Appartementengebouw       | 17e eeuw (panden) begin 19e eeuw (voorbouw) 18e eeuw (kozijn)   |                       | Kaasmarkt 2                        | 52° 42' 19" NB, 5° 17' 36" OL | 15049  | Meer afbeeldingen                                                                                |
| Waag | Handel en kantoor         | 1559                                                            |                       | Kaasmarkt 8                        | 52° 42' 18" NB, 5° 17' 37" OL | 15050  | Meer afbeeldingen                                                                                |
| Pand met bakstenen halsgevel met bakstenen uitgegronde klauwstukken                                                                                   | Woonhuis                  | 1817                                                            |                       | Kaasmarkt 13                       | 52° 42' 18" NB, 5° 17' 38" OL | 15051  | Meer afbeeldingen                                                                                |
| Pomp van natuursteen | Straatmeubilair           | tweede helft 18e eeuw                                           |                       | Pomp Kaasmarkt                     | 52° 42' 18" NB, 5° 17' 37" OL | 15052  | Meer afbeeldingen                                                                                |
| Laag dwarshuis | Woonhuis                  |                                                                 |                       | Karnemelksluis 13                  | 52° 42' 18" NB, 5° 17' 29" OL | 15053  | Meer afbeeldingen                                                                                |
| Laag dwarshuis | Woonhuis                  |                                                                 |                       | Karnemelksluis 15                  | 52° 42' 17" NB, 5° 17' 29" OL | 15054  | Meer afbeeldingen                                                                                |
| Pand met eenvoudige halsgevel | Woonhuis                  | tweede helft 18e eeuw                                           |                       | Karseboomstraat 2                  | 52° 42' 7" NB, 5° 17' 42" OL  | 15055  | Meer afbeeldingen                                                                                |
| Pand met bakstenen trapgevel | Woonhuis                  | 18e eeuw (pui)                                                  |                       | Karseboomstraat 3                  | 52° 42' 7" NB, 5° 17' 42" OL  | 15056  | Meer afbeeldingen                                                                                |
| Eenvoudig pand met gezwenkte top aan de Westerstraat met oude vensters                                                                                | Woonhuis                  |                                                                 |                       | Koltermanstraat 1                  | 52° 42' 11" NB, 5° 17' 9" OL  | 15057  | Eenvoudig pand met gezwenkte top aan de Westerstraat met oude vensters                           |
| Pand met gevel van gele baksteen met recht afgesloten ingezwenkt bovendeel                                                                            | Woonhuis                  | 1737 (jaartalsteen)                                             |                       | Melkmarkt 2                        | 52° 42' 13" NB, 5° 17' 24" OL | 15058  | Pand met gevel van gele baksteen met recht afgesloten ingezwenkt bovendeel                       |
| Pand met 18e-eeuwse gevel tussen hoeklisenen met gesneden consoles                                                                                    | Woonhuis                  | 18e eeuw                                                        |                       | Nieuwstraat 3                      | 52° 42' 16" NB, 5° 17' 38" OL | 15059  | Meer afbeeldingen                                                                                |
| Pand met hoogst eenvoudige gevel, voor wellicht ouder pand                                                                                            | Woonhuis                  |                                                                 |                       | Nieuwstraat 5                      | 52° 42' 16" NB, 5° 17' 38" OL | 15060  | Meer afbeeldingen                                                                                |
| Pand met eenvoudige bakstenen ingezwenkte halsgevel met hijsluik                                                                                      | Woonhuis                  | 18e-19e eeuw                                                    |                       | Nieuwstraat 7                      | 52° 42' 16" NB, 5° 17' 38" OL | 15061  | Meer afbeeldingen                                                                                |
| Pand met gepleisterde puntgevel met toppilaster | Woonhuis                  | 17e eeuw                                                        |                       | Nieuwstraat 9                      | 52° 42' 16" NB, 5° 17' 38" OL | 15062  | Meer afbeeldingen                                                                                |
| Pand met gerestaureerde topgevel | Woonhuis                  |                                                                 |                       | Nieuwstraat 17                     | 52° 42' 15" NB, 5° 17' 38" OL | 15063  | Meer afbeeldingen                                                                                |
| Eenvoudige lage panden | Woonhuis                  | 19e eeuw                                                        |                       | Nieuwstraat 4                      | 52° 42' 16" NB, 5° 17' 37" OL | 15064  | Meer afbeeldingen                                                                                |
| Boerderij met hoog opgaande rechthoekige houten hooiberging                                                                                           | Boerderij                 |                                                                 |                       | Noordergracht 33                   | 52° 42' 26" NB, 5° 17' 10" OL | 15065  | Meer afbeeldingen                                                                                |
| Vuurtoren De Ven | Bedieningsgebouw          | 1699                                                            |                       | Oosterdijk                         | 52° 44' 31" NB, 5° 16' 56" OL | 15066  | Meer afbeeldingen                                                                                |
| Dubbel pand met twee topgevels, hoek zwaanstraat | Woonhuis                  | 18e eeuw                                                        |                       | Oosterhavenstraat 1                | 52° 42' 14" NB, 5° 17' 44" OL | 15067  | Dubbel pand met twee topgevels, hoek zwaanstraat                                                 |
| Pand met eenvoudig puntgeveltje met toppilaster | Woonhuis                  | 18e eeuw                                                        |                       | Oude Gracht 29                     | 52° 42' 14" NB, 5° 17' 2" OL  | 15068  | Meer afbeeldingen                                                                                |
| Landelijk pand, linker deel van hout, rechter van gele steen, met erkervormige uitbouw.                                                               | Kasteel, buitenplaats     | 18e-19e eeuw                                                    |                       | Oude Gracht 75                     | 52° 42' 22" NB, 5° 16' 59" OL | 15069  | Meer afbeeldingen                                                                                |
| Eenvoudig pandje met houten voorschot waarin vlieringluik                                                                                             | Woonhuis                  | 18e-19e eeuw                                                    |                       | Oude Gracht 77                     | 52° 42' 23" NB, 5° 16' 59" OL | 15070  | Eenvoudig pandje met houten voorschot waarin vlieringluik                                        |
| Vrijstaand pakhuis | Opslag                    | 17e-18e eeuw                                                    |                       | Paktuinen 12                       | 52° 42' 6" NB, 5° 17' 20" OL  | 15072  | Meer afbeeldingen                                                                                |
| Pand met afgeknotte ingezwenkte gevel | Woonhuis                  | 18e eeuw                                                        |                       | Paktuinen 49                       | 52° 42' 5" NB, 5° 17' 21" OL  | 15073  | Meer afbeeldingen                                                                                |
| Laag pandje met topgevel en achtertop | Woonhuis                  | 18e-19e eeuw                                                    |                       | Paktuinen 51                       | 52° 42' 5" NB, 5° 17' 21" OL  | 15074  | Meer afbeeldingen                                                                                |
| West-Indisch pakhuis | Transport                 |                                                                 |                       | Paktuinen 67                       | 52° 42' 10" NB, 5° 17' 48" OL | 15075  | Meer afbeeldingen                                                                                |
| Hofje van Dirk Glas | Sociale zorg, liefdadigh. | 1792                                                            |                       | Paktuinen 75                       | 52° 42' 6" NB, 5° 17' 15" OL  | 15076  | Meer afbeeldingen                                                                                |
| Pand met ingezwenkte halsgevel met fronton | Woonhuis                  | 18e eeuw                                                        |                       | Peperstraat 1                      | 52° 42' 16" NB, 5° 17' 32" OL | 15077  | Pand met ingezwenkte halsgevel met fronton                                                       |
| Gepleisterd en verminkt pand met topgevel, voorheen bekend als Den Vetten Os                                                                          | Werk-woonhuis             | 19e eeuw (herbouwd)                                             |                       | Peperstraat 13                     | 52° 42' 18" NB, 5° 17' 32" OL | 15078  | Meer afbeeldingen                                                                                |
| Laag pand onder dwarsdak tussen topgevels met beitelingen                                                                                             | Woonhuis                  | eerste helft 19e eeuw                                           |                       | Prinsenstraat 1                    | 52° 42' 9" NB, 5° 17' 9" OL   | 15079  | Meer afbeeldingen                                                                                |
| Pand met afgeknotte ingezwenkte halsgevel | Woonhuis                  | 18e eeuw                                                        |                       | Prinsenstraat 3                    | 52° 42' 9" NB, 5° 17' 9" OL   | 15080  | Meer afbeeldingen                                                                                |
| Pand met bakstenen halsgevel met bakstenen klauwstukken                                                                                               | Werk-woonhuis             | 18e eeuw                                                        |                       | Prinsenstraat 5                    | 52° 42' 9" NB, 5° 17' 8" OL   | 15081  | Meer afbeeldingen                                                                                |
| Pand met eenvoudige geheel bakstenen puntgevel met treden ter halverhoogte                                                                            | Woonhuis                  |                                                                 |                       | Prinsenstraat 10                   | 52° 42' 10" NB, 5° 17' 8" OL  | 15082  | Meer afbeeldingen                                                                                |
| Pand met nieuw opgetrokken puntgevel met treden ter halverhoogte                                                                                      | Woonhuis                  |                                                                 |                       | Prinsenstraat 12                   | 52° 42' 10" NB, 5° 17' 8" OL  | 15083  | Meer afbeeldingen                                                                                |
| Pand met zes traveeën brede gevel | Woonhuis                  | 17e/18e eeuw                                                    |                       | Prinsenstraat 19                   | 52° 42' 10" NB, 5° 17' 7" OL  | 15084  | Meer afbeeldingen                                                                                |
| Pand met eenvoudige laat-17e-eeuwse puntgevel | Woonhuis                  | laat 17e eeuw                                                   |                       | Prinsenstraat 21                   | 52° 42' 10" NB, 5° 17' 6" OL  | 15085  | Pand met eenvoudige laat-17e-eeuwse puntgevel                                                    |
| Eenvoudig 17e-eeuws huis met rechte kroonlijst | Woonhuis                  | 17e eeuw                                                        |                       | Prinsenstraat 23                   | 52° 42' 10" NB, 5° 17' 6" OL  | 15086  | Eenvoudig 17e-eeuws huis met rechte kroonlijst                                                   |
| Pand met trapgevel met bakstenen lijsten | Woonhuis                  | 18e eeuw                                                        |                       | H J Schimmelstraat 12              | 52° 42' 7" NB, 5° 17' 33" OL  | 15087  | Pand met trapgevel met bakstenen lijsten                                                         |
| Pand met bakstenen trapgevel | Woonhuis                  |                                                                 |                       | Torenstraat 6                      | 52° 42' 14" NB, 5° 17' 31" OL | 15088  | Meer afbeeldingen                                                                                |
| Pand met gave bakstenen trapgevel | Woonhuis                  | 17e eeuw                                                        |                       | Torenstraat 11                     | 52° 42' 13" NB, 5° 17' 28" OL | 15089  | Meer afbeeldingen                                                                                |
| Pand met trapgevel van 1789 | Woonhuis                  | 1789                                                            |                       | Torenstraat 20                     | 52° 42' 13" NB, 5° 17' 29" OL | 15090  | Meer afbeeldingen                                                                                |
| Twee achterhuizen onder breed met gedrukte ingezwenkte halsgevel                                                                                      | Woonhuis                  | 18e eeuw                                                        |                       | Torenstraat 22                     | 52° 42' 14" NB, 5° 17' 28" OL | 15091  | Meer afbeeldingen                                                                                |
| Liefdesgesticht van mej. J.M. de Vries | Bijzondere woonvorm       | 17e/18e eeuw                                                    |                       | Torenstraat 38                     | 52° 42' 13" NB, 5° 17' 26" OL | 15092  | Liefdesgesticht van mej. J.M. de Vries                                                           |
| Laag 18e-eeuws achterhuis, behorende tot Liefdesgesticht van mej. J.M. de Vries                                                                       | Bijzondere woonvorm       | laat 18e eeuw                                                   |                       | Torenstraat 40                     | 52° 42' 13" NB, 5° 17' 26" OL | 15093  | Laag 18e-eeuws achterhuis, behorende tot Liefdesgesticht van mej. J.M. de Vries                  |
| Verhoogd huis met dakkapel | Woonhuis                  | 18e eeuw                                                        |                       | Torenstraat 42                     | 52° 42' 13" NB, 5° 17' 26" OL | 15094  | Verhoogd huis met dakkapel                                                                       |
| Pand met bakstenen trapgevel boven moderne winkelpui op de scherpe hoek met het venedie                                                               | Woonhuis                  |                                                                 |                       | Venedie 7                          | 52° 42' 11" NB, 5° 17' 25" OL | 15095  | Pand met bakstenen trapgevel boven moderne winkelpui op de scherpe hoek met het venedie          |
| Venedie 12 | Woonhuis                  | 17e eeuw (oorsprong)                                            |                       | Venedie 12                         | 52° 42' 10" NB, 5° 17' 24" OL | 15096  | Meer afbeeldingen                                                                                |
| Pand onder zadeldak tussen twee oude topgevels met vlechtingen, treden ter halverhoogte en ronde lichtopeningen                                       | Woonhuis                  | 17e/18e eeuw                                                    |                       | Venuslaan 15                       | 52° 42' 17" NB, 5° 17' 6" OL  | 15097  | Meer afbeeldingen                                                                                |
| Behoudens gedichte pui gave trapgevel | Woonhuis                  | 1657                                                            |                       | Vissersdijk 44                     | 52° 42' 23" NB, 5° 17' 29" OL | 15101  | Behoudens gedichte pui gave trapgevel                                                            |
| Landelijk pand in gele steen met erkervormige uitbouw                                                                                                 | Tuin, park en plantsoen   |                                                                 |                       | Vijzelstraat 15                    | 52° 42' 22" NB, 5° 17' 21" OL | 15102  | Meer afbeeldingen                                                                                |
| Pand met trapgevel | Werk-woonhuis             | 1591                                                            |                       | Vijzelstraat 56                    | 52° 42' 15" NB, 5° 17' 20" OL | 15103  | Meer afbeeldingen                                                                                |
| Pand met eenvoudig puntgeveltje met vlechtingen en treden halverwege                                                                                  | Werk-woonhuis             | mogelijk 18e eeuw                                               |                       | Vijzelstraat 58                    | 52° 42' 15" NB, 5° 17' 20" OL | 15104  | Meer afbeeldingen                                                                                |
| Pand met eenvoudige topgeveltjes met toppilaster | Woonhuis                  | 18e/19e eeuw                                                    |                       | Vijzelstraat 69                    | 52° 42' 15" NB, 5° 17' 21" OL | 15105  | Pand met eenvoudige topgeveltjes met toppilaster                                                 |
| Pand met gepleisterde trapgevel met toppilaster | Werk-woonhuis             | 17e eeuw                                                        |                       | Vijzelstraat 73                    | 52° 42' 15" NB, 5° 17' 21" OL | 15106  | Meer afbeeldingen                                                                                |
| Pand met vroeg-19e-eeuwse gevel met rechte kroonlijst en dakkapel voor ouder pand                                                                     | Woonhuis                  | vroeg 19e eeuw                                                  |                       | Waagstraat 1                       | 52° 42' 18" NB, 5° 17' 36" OL | 15107  | Pand met vroeg-19e-eeuwse gevel met rechte kroonlijst en dakkapel voor ouder pand                |
| Pand met eenvoudige bakstenen topgevel met treden ter halverhoogte                                                                                    | Woonhuis                  |                                                                 |                       | Waagstraat 8                       | 52° 42' 19" NB, 5° 17' 35" OL | 15108  | Pand met eenvoudige bakstenen topgevel met treden ter halverhoogte                               |
| Pand met verdieping en topgevel met treden ter halverhoogte                                                                                           | Woonhuis                  |                                                                 |                       | Waagstraat 24                      | 52° 42' 19" NB, 5° 17' 33" OL | 15109  | Meer afbeeldingen                                                                                |
| Pand met bakstenen gevel met gezwenkte contour | Woonhuis                  |                                                                 |                       | Waagstraat 26                      | 52° 42' 19" NB, 5° 17' 33" OL | 15110  | Meer afbeeldingen                                                                                |
| Pand met bakstenen gevel met gezwenkte contour | Werk-woonhuis             |                                                                 |                       | Waagstraat 28                      | 52° 42' 19" NB, 5° 17' 32" OL | 15111  | Meer afbeeldingen                                                                                |
| Groot woonhuis met trapgevel met natuurstenen banden en blokken                                                                                       | Transport                 | 1620                                                            |                       | Waaigat 16                         | 52° 42' 11" NB, 5° 17' 49" OL | 15112  | Meer afbeeldingen                                                                                |
| Zuiderzeemuseum: gecombineerd woon- en pakhuis met puntgevel met schouderstukken                                                                      | Transport                 | 17e/18e eeuw                                                    |                       | Waaigat 18                         | 52° 42' 11" NB, 5° 17' 49" OL | 15113  | Meer afbeeldingen                                                                                |
| Pand met eenvoudige ingezwenkte halsgevel met houten gezwenkte lijst                                                                                  | Dienstwoning              | tweede helft 18e eeuw                                           |                       | Westerstraat 5                     | 52° 42' 17" NB, 5° 17' 38" OL | 15115  | Meer afbeeldingen                                                                                |
| Pand in de bakstenen gevel waarvan de bovenste top verloren                                                                                           | Woonhuis                  | 1592                                                            |                       | Westerstraat 7                     | 52° 42' 16" NB, 5° 17' 38" OL | 15116  | Meer afbeeldingen                                                                                |
| Pand met mooie trapgevel | Woonhuis                  | 1614 (jaartal)                                                  |                       | Westerstraat 9                     | 52° 42' 16" NB, 5° 17' 37" OL | 15117  | Pand met mooie trapgevel                                                                         |
| Pand met gotische trapgevel waarin geprofileerde korfboognissen rond de vensters                                                                      | Werk-woonhuis             |                                                                 |                       | Westerstraat 15                    | 52° 42' 16" NB, 5° 17' 36" OL | 15118  | Meer afbeeldingen                                                                                |
| Pand met halsgevel met festoenen op de rand | Woonhuis                  | 1686 (frontgevel)                                               |                       | Westerstraat 17                    | 52° 42' 16" NB, 5° 17' 35" OL | 15119  | Meer afbeeldingen                                                                                |
| Diep pand onder zadeldak tegen oude achtertopgevel | Werk-woonhuis             |                                                                 |                       | Westerstraat 27                    | 52° 42' 15" NB, 5° 17' 34" OL | 15120  | Meer afbeeldingen                                                                                |
| Pand onder 17e-eeuwse kap | Werk-woonhuis             | 17e eeuw                                                        |                       | Westerstraat 29                    | 52° 42' 15" NB, 5° 17' 33" OL | 15121  | Meer afbeeldingen                                                                                |
| Diep pand met zadeldak tegen 17e-eeuwse achtertopgevel                                                                                                | Werk-woonhuis             | 17e/18e eeuw                                                    |                       | Westerstraat 33                    | 52° 42' 15" NB, 5° 17' 32" OL | 15122  | Meer afbeeldingen                                                                                |
| Pand onder diep zadeldak tegen oude achtergevel van puntvorm                                                                                          | Werk-woonhuis             |                                                                 |                       | Westerstraat 37                    | 52° 42' 15" NB, 5° 17' 32" OL | 15123  | Pand onder diep zadeldak tegen oude achtergevel van puntvorm                                     |
| Pand onder diep zadeldak tegen oude achtergevel van puntvorm                                                                                          | Werk-woonhuis             |                                                                 |                       | Westerstraat 39                    | 52° 42' 15" NB, 5° 17' 31" OL | 15124  | Pand onder diep zadeldak tegen oude achtergevel van puntvorm                                     |
| Pand onder diep zadeldak tegen oude achtergevel van puntvorm                                                                                          | Werk-woonhuis             |                                                                 |                       | Westerstraat 41                    | 52° 42' 15" NB, 5° 17' 31" OL | 15125  | Pand onder diep zadeldak tegen oude achtergevel van puntvorm                                     |
| Pand onder diep zadeldak tegen oude achtergevel van puntvorm                                                                                          | Werk-woonhuis             |                                                                 |                       | Westerstraat 43                    | 52° 42' 15" NB, 5° 17' 31" OL | 15126  | Pand onder diep zadeldak tegen oude achtergevel van puntvorm                                     |
| Pand onder twee oude zadeldaken | Werk-woonhuis             |                                                                 |                       | Westerstraat 49                    | 52° 42' 15" NB, 5° 17' 30" OL | 15127  | Meer afbeeldingen                                                                                |
| Panden onder oud zadeldak tegen puntvormige achtergevel                                                                                               | Woonhuis                  |                                                                 |                       | Westerstraat 51                    | 52° 42' 15" NB, 5° 17' 29" OL | 15128  | Meer afbeeldingen                                                                                |
| Pand onder oud zadeldak tegen puntvormige achtergevel                                                                                                 | Woonhuis                  |                                                                 |                       | Westerstraat 53                    | 52° 42' 15" NB, 5° 17' 29" OL | 15129  | Meer afbeeldingen                                                                                |
| Pand onder zadeldak tegen achtertopgevel met 19e-eeuwse voorgevel                                                                                     | Werk-woonhuis             | 17e eeuw/19e eeuw                                               |                       | Westerstraat 55                    | 52° 42' 15" NB, 5° 17' 29" OL | 15130  | Meer afbeeldingen                                                                                |
| Pand met boven sterk gewijzigde en gepleisterde gevel met laat-18e-eeuwse attiekverdieping met vrij gebeeldhouwd wapenschild voor dwarskap            | Werk-woonhuis             | laat 18e eeuw                                                   |                       | Westerstraat 57                    | 52° 42' 15" NB, 5° 17' 29" OL | 15131  | Meer afbeeldingen                                                                                |
| Pand onder oude kap, tentdak met kleine zakgoot in de nok                                                                                             | Werk-woonhuis             |                                                                 |                       | Westerstraat 59                    | 52° 42' 14" NB, 5° 17' 28" OL | 15132  | Meer afbeeldingen                                                                                |
| Pand onder dwars zadeldak | Werk-woonhuis             |                                                                 |                       | Westerstraat 61                    | 52° 42' 14" NB, 5° 17' 28" OL | 15133  | Meer afbeeldingen                                                                                |
| Het Paludanushuis | Woonhuis                  | 17e/18e eeuw                                                    |                       | Westerstraat 65                    | 52° 42' 15" NB, 5° 17' 27" OL | 15134  | Meer afbeeldingen                                                                                |
| Pand met door forse kroonlijst afgesloten 18e-eeuwse gevel waarboven dakkapel. Woonhuis van Liefdesgesticht van mej. J.M. de Vries                    | Woonhuis                  | 17e/18e eeuw                                                    |                       | Westerstraat 73                    | 52° 42' 14" NB, 5° 17' 26" OL | 15135  | Meer afbeeldingen                                                                                |
| Pand met bakstenen halsgevel met natuurstenen klauwstukken en vazen, 1764 gedateerd                                                                   | Woonhuis                  | 1764                                                            |                       | Westerstraat 75                    | 52° 42' 14" NB, 5° 17' 25" OL | 15136  | Meer afbeeldingen                                                                                |
| Pand met laat-16e-eeuwse bakstenen trapgevel, pui gewijzigd                                                                                           | Werk-woonhuis             | laat 16e eeuw                                                   |                       | Westerstraat 79                    | 52° 42' 14" NB, 5° 17' 25" OL | 15137  | Meer afbeeldingen                                                                                |
| Diep pand waarvoor gepleisterde midden-19e-eeuwse gevel met rechte kroonlijst en dakkapel                                                             | Winkel                    | 17e eeuw                                                        |                       | Westerstraat 81                    | 52° 42' 14" NB, 5° 17' 24" OL | 15138  | Meer afbeeldingen                                                                                |
| Pand met gave laat-18e-, vroeg-19e-eeuwse gevel met rechte kroonlijst en dakkapel                                                                     | Werk-woonhuis             | 17e/18e/19e eeuw                                                |                       | Westerstraat 85                    | 52° 42' 14" NB, 5° 17' 23" OL | 15139  | Meer afbeeldingen                                                                                |
| Voorbouw onder dwarsdak | Woonhuis                  | midden 18e eeuw                                                 |                       | Westerstraat 91                    | 52° 42' 13" NB, 5° 17' 21" OL | 15140  | Meer afbeeldingen                                                                                |
| Pand met eenvoudige lijstgevel voor ouder pand | Woonhuis                  | laat 18e eeuw                                                   |                       | Westerstraat 93                    | 52° 42' 13" NB, 5° 17' 21" OL | 15141  | Meer afbeeldingen                                                                                |
| Pand met bakstenen puntgeveltje met treden ter halverhoogte                                                                                           | Werk-woonhuis             | 17e-18e eeuw                                                    |                       | Westerstraat 101                   | 52° 42' 13" NB, 5° 17' 20" OL | 15142  | Meer afbeeldingen                                                                                |
| Vijf traveeën breed pand met omlijste ingang | Klooster, kloosteronderdl | midden 19e eeuw                                                 |                       | Westerstraat 103                   | 52° 42' 13" NB, 5° 17' 19" OL | 15143  | Meer afbeeldingen                                                                                |
| Pand van drie traveeën breed, midden 19e eeuw, deuromlijsting                                                                                         | Klooster, kloosteronderdl | midden 19e eeuw                                                 |                       | Westerstraat 105                   | 52° 42' 12" NB, 5° 17' 19" OL | 15144  | Meer afbeeldingen                                                                                |
| Rooms Katholieke Kerk, doopvont | Vanwege onderdelen kerk   | 18e eeuw                                                        |                       | Westerstraat 107                   | 52° 42' 12" NB, 5° 17' 18" OL | 15145  | Meer afbeeldingen                                                                                |
| Herbouwde gevel van het Weeshuis | Sociale zorg, liefdadigh. | ?                                                               |                       | Westerstraat 111                   | 52° 42' 12" NB, 5° 17' 17" OL | 15146  | Meer afbeeldingen                                                                                |
| Pand met eenvoudige geheel bakstenen trapgevel met lijsten                                                                                            | Woonhuis                  | eerste kwart 17e eeuw                                           |                       | Westerstraat 113                   | 52° 42' 12" NB, 5° 17' 16" OL | 15147  | Pand met eenvoudige geheel bakstenen trapgevel met lijsten                                       |
| Pand met afgeknotte ingezwenkte halsgevel | Werk-woonhuis             | 18e-19e eeuw                                                    |                       | Westerstraat 117                   | 52° 42' 12" NB, 5° 17' 15" OL | 15148  | Pand met afgeknotte ingezwenkte halsgevel                                                        |
| Pand met gepleisterde gevel met rechte kroonlijst, voor ouder pand met dwarskap                                                                       | Werk-woonhuis             | 18e-19e eeuw (dakkapel)                                         |                       | Westerstraat 119                   | 52° 42' 12" NB, 5° 17' 15" OL | 15149  | Meer afbeeldingen                                                                                |
| Pand met brede gevel met hoekpilasters en middenrisaliet met snijwerk aan middenvenster en dakkapel                                                   | Woonhuis                  | 18e eeuw                                                        |                       | Westerstraat 121                   | 52° 42' 12" NB, 5° 17' 14" OL | 15150  | Meer afbeeldingen                                                                                |
| Muntgebouw | Woonhuis                  | 18e eeuw                                                        |                       | Westerstraat 125                   | 52° 42' 11" NB, 5° 17' 13" OL | 15151  | Meer afbeeldingen                                                                                |
| Uitgebouwde rechthoekige zaal met fors gedetailleerde gepleisterde achtergevel                                                                        | Welzijn, kunst en cultuur | eerste helft 19e eeuw                                           |                       | Westerstraat 127                   | 52° 42' 11" NB, 5° 17' 12" OL | 15152  | Meer afbeeldingen                                                                                |
| Pand met bakstenen trapgevel met toppilaster | Woonhuis                  | 17e eeuw                                                        |                       | Westerstraat 137                   | 52° 42' 11" NB, 5° 17' 9" OL  | 15153  | Meer afbeeldingen                                                                                |
| Pand met bakstenen topgevel met vlechtingen en trede ter halverhoogte                                                                                 | Woonhuis                  | 18e-19e eeuw                                                    |                       | Westerstraat 143                   | 52° 42' 10" NB, 5° 17' 8" OL  | 15155  | Meer afbeeldingen                                                                                |
| Pand met bakstenen topgevel met vlechtingen, met verdieping                                                                                           | Opslag                    |                                                                 |                       | Westerstraat 145                   | 52° 42' 10" NB, 5° 17' 8" OL  | 15156  | Meer afbeeldingen                                                                                |
| Pand met eenvoudige vroeg-19e-eeuwse gevel | Woonhuis                  | vroeg 19e eeuw                                                  |                       | Westerstraat 155                   | 52° 42' 10" NB, 5° 17' 5" OL  | 15157  | Meer afbeeldingen                                                                                |
| Pand met gave trapgevel, in gevelsteen gedateerd 1650                                                                                                 | Werk-woonhuis             | 1650                                                            |                       | Westerstraat 173                   | 52° 42' 9" NB, 5° 17' 1" OL   | 15158  | Meer afbeeldingen                                                                                |
| Pand met trapgevel met toppilaster | Woonhuis                  | 17e eeuw (bouw) 19e eeuw (pui)                                  |                       | Westerstraat 191                   | 52° 42' 9" NB, 5° 16' 58" OL  | 15159  | Meer afbeeldingen                                                                                |
| Pand met afgeknotte ingezwenkte topgevel | Woonhuis                  | 19e eeuw                                                        |                       | Westerstraat 193                   | 52° 42' 9" NB, 5° 16' 58" OL  | 15160  | Meer afbeeldingen                                                                                |
| Vijf traveeën breed woonhuis | Woonhuis                  | midden 19e eeuw                                                 |                       | Westerstraat 195                   | 52° 42' 9" NB, 5° 16' 57" OL  | 15161  | Meer afbeeldingen                                                                                |
| Pand met bakstenen trapgevel | Woonhuis                  | 1595 (ankers)                                                   |                       | Westerstraat 197                   | 52° 42' 9" NB, 5° 16' 56" OL  | 15162  | Meer afbeeldingen                                                                                |
| Pand met zeven traveeën brede gevel met rechte kroonlijst                                                                                             | Woonhuis                  | ca. 1820                                                        |                       | Westerstraat 201                   | 52° 42' 8" NB, 5° 16' 56" OL  | 15163  | Meer afbeeldingen                                                                                |
| Pand met bakstenen trapgevel | Woonhuis                  |                                                                 |                       | Westerstraat 203                   | 52° 42' 8" NB, 5° 16' 55" OL  | 15164  | Meer afbeeldingen                                                                                |
| Smederij met verdieping onder hoog schilddak | Nijverheid                | 18e-19e eeuw                                                    |                       | Westerstraat 239                   | 52° 42' 7" NB, 5° 16' 48" OL  | 15165  | Meer afbeeldingen                                                                                |
| Pand met topgevel met treden ter halverhoogte | Woonhuis                  |                                                                 |                       | Westerstraat 241                   | 52° 42' 7" NB, 5° 16' 47" OL  | 15166  | Meer afbeeldingen                                                                                |
| Hoekpand met topgevel met treden ter halverhoogte | Woonhuis                  | 18e-19e eeuw                                                    |                       | Westerstraat 263                   | 52° 42' 6" NB, 5° 16' 42" OL  | 15167  | Meer afbeeldingen                                                                                |
| Eenvoudige laat-18e-eeuwse woning onder dwarsdak | Woonhuis                  | laat 18e eeuw                                                   |                       | Westerstraat 2                     | 52° 42' 17" NB, 5° 17' 40" OL | 15168  | Meer afbeeldingen                                                                                |
| Eenvoudige laat-18e-eeuwse woning onder dwarsdak | Woonhuis                  | laat 18e eeuw                                                   |                       | Westerstraat 4                     | 52° 42' 17" NB, 5° 17' 40" OL | 15169  | Meer afbeeldingen                                                                                |
| Eenvoudige laat-18e-eeuwse woning onder dwarsdak | Woonhuis                  | laat 18e eeuw                                                   |                       | Westerstraat 6                     | 52° 42' 17" NB, 5° 17' 39" OL | 15170  | Meer afbeeldingen                                                                                |
| Eenvoudige laat-18e-eeuwse woning onder dwarsdak | Woonhuis                  | laat 18e eeuw                                                   |                       | Westerstraat 8                     | 52° 42' 17" NB, 5° 17' 39" OL | 15171  | Meer afbeeldingen                                                                                |
| Eenvoudige laat-18e-eeuwse woning onder dwarsdak | Woonhuis                  | laat 18e eeuw                                                   |                       | Westerstraat 10                    | 52° 42' 17" NB, 5° 17' 39" OL | 15172  | Meer afbeeldingen                                                                                |
| Eenvoudige laat-18e-eeuwse woning onder dwarsdak | Woonhuis                  | laat 18e eeuw                                                   |                       | Westerstraat 12                    | 52° 42' 17" NB, 5° 17' 39" OL | 15173  | Meer afbeeldingen                                                                                |
| Pand met eenvoudige bakstenen puntgevel met toppilaster                                                                                               | Woonhuis                  |                                                                 |                       | Westerstraat 18                    | 52° 42' 17" NB, 5° 17' 38" OL | 15174  | Meer afbeeldingen                                                                                |
| Laag woonhuis met rechte kroonlijst, dakkapel, omlijste deurpartij, midden                                                                            | Woonhuis                  | ca. 1460 (pand) 1730 (gevel)                                    |                       | Westerstraat 28                    | 52° 42' 16" NB, 5° 17' 36" OL | 15175  | Meer afbeeldingen                                                                                |
| Pand met oude kap en achtertop, in september 2020 grotendeels afgebrand                                                                               | Woonhuis                  | tweede helft 18e eeuw                                           |                       | Westerstraat 30                    | 52° 42' 16" NB, 5° 17' 36" OL | 15176  | Pand met oude kap en achtertop, in september 2020 grotendeels afgebrand                          |
| Pand onder oude kap, gevel gemoderniseerd | Woonhuis                  |                                                                 |                       | Westerstraat 32                    | 52° 42' 16" NB, 5° 17' 36" OL | 15177  | Pand onder oude kap, gevel gemoderniseerd                                                        |
| Gave gevel voor ouder pand | Woonhuis                  | eerste helft 19e eeuw                                           |                       | Westerstraat 34                    | 52° 42' 17" NB, 5° 17' 35" OL | 15178  | Gave gevel voor ouder pand                                                                       |
| Dwarshuis | Woonhuis                  | 18e/19e eeuw                                                    |                       | Westerstraat 36                    | 52° 42' 16" NB, 5° 17' 35" OL | 15179  | Dwarshuis                                                                                        |
| Drechterlandshuis | Woonhuis                  |                                                                 |                       | Westerstraat 40                    | 52° 42' 16" NB, 5° 17' 34" OL | 15180  | Meer afbeeldingen                                                                                |
| Gevel met rechte kroonlijst en dakkapel tussen rococoklauwstukken                                                                                     | Woonhuis                  | midden 18e eeuw (gevel) 17e eeuw (pand) ca. 1960 (pui)          |                       | Westerstraat 42                    | 52° 42' 16" NB, 5° 17' 33" OL | 15181  | Gevel met rechte kroonlijst en dakkapel tussen rococoklauwstukken                                |
| Huis met laat-18e-eeuwse gevel met recht hoofdgestel met enige ornamenten en een rococo dakkapel                                                      | Woonhuis                  | laat 18e eeuw                                                   |                       | Westerstraat 44                    | 52° 42' 16" NB, 5° 17' 33" OL | 15182  | Huis met laat-18e-eeuwse gevel met recht hoofdgestel met enige ornamenten en een rococo dakkapel |
| Pand met laat-18e-eeuwse gevel met rechte kroonlijst                                                                                                  | Woonhuis                  | laat 18e eeuw                                                   |                       | Westerstraat 48                    | 52° 42' 16" NB, 5° 17' 32" OL | 15183  | Meer afbeeldingen                                                                                |
| Pand met eenvoudige bakstenen topgevel met treden ter halverhoogte                                                                                    | Woonhuis                  | 18e eeuw (trant pui)                                            |                       | Westerstraat 54                    | 52° 42' 15" NB, 5° 17' 31" OL | 15184  | Meer afbeeldingen                                                                                |
| Pand onder oude kap tegen achtertopgevel | Werk-woonhuis             |                                                                 |                       | Westerstraat 58                    | 52° 42' 15" NB, 5° 17' 30" OL | 15185  | Pand onder oude kap tegen achtertopgevel                                                         |
| Pand met midden-18e-eeuwse bakstenen halsgevel met bakstenen klauwstukken, pand 17e-eeuws                                                             | Woonhuis                  | 17e eeuw (pand)                                                 |                       | Westerstraat 60                    | 52° 42' 15" NB, 5° 17' 29" OL | 15186  | Pand met midden-18e-eeuwse bakstenen halsgevel met bakstenen klauwstukken, pand 17e-eeuws        |
| Pand onder zadeldakkap tegen puntvormige achtergevel                                                                                                  | Werk-woonhuis             |                                                                 |                       | Westerstraat 62                    | 52° 42' 15" NB, 5° 17' 29" OL | 15187  | Pand onder zadeldakkap tegen puntvormige achtergevel                                             |
| Pand onder zadeldakkap tegen puntvormige achtergevel                                                                                                  | Woonhuis                  |                                                                 |                       | Westerstraat 64                    | 52° 42' 15" NB, 5° 17' 29" OL | 15188  | Pand onder zadeldakkap tegen puntvormige achtergevel                                             |
| Pand met bakstenen halsgevel met bakstenen klauwstukken                                                                                               | Woonhuis                  | ca. 1800                                                        |                       | Westerstraat 66                    | 52° 42' 15" NB, 5° 17' 28" OL | 15189  | Pand met bakstenen halsgevel met bakstenen klauwstukken                                          |
| Pand met eenvoudige bakstenen halsgevel met driehoekig fronton                                                                                        | Woonhuis                  | 18e/19e eeuw                                                    |                       | Westerstraat 68                    | 52° 42' 15" NB, 5° 17' 27" OL | 15190  | Pand met eenvoudige bakstenen halsgevel met driehoekig fronton                                   |
| Pand met in 1942 herbouwde bakstenen trapgevel | Woonhuis                  |                                                                 |                       | Westerstraat 74                    | 52° 42' 15" NB, 5° 17' 27" OL | 15191  | Pand met in 1942 herbouwde bakstenen trapgevel                                                   |
| Vrijstaand laatgotisch pandje met klimmende zeszijdige pinakels aan de trapgevel                                                                      | Werk-woonhuis             | eerste helft 16e eeuw                                           |                       | Westerstraat 76                    | 52° 42' 15" NB, 5° 17' 27" OL | 15192  | Meer afbeeldingen                                                                                |
| Pand met herbouwde bakstenen trapgevel | Woonhuis                  |                                                                 |                       | Westerstraat 78                    | 52° 42' 15" NB, 5° 17' 26" OL | 15193  | Meer afbeeldingen                                                                                |
| Pand met bescheiden gepleisterde gevel onder oude zadeldakkap                                                                                         | Woonhuis                  |                                                                 |                       | Westerstraat 80                    | 52° 42' 15" NB, 5° 17' 26" OL | 15194  | Meer afbeeldingen                                                                                |
| Pand met eenvoudige bakstenen lijstgevel onder zadeldak met dakkapel                                                                                  | Woonhuis                  | 18e eeuw                                                        |                       | Westerstraat 82                    | 52° 42' 15" NB, 5° 17' 26" OL | 15195  | Meer afbeeldingen                                                                                |
| Zeven traveeën breed hoekpand met geblokte hoeklisenen en middenrisaliet waarop zetstuk van natuursteen                                               | Woonhuis                  | 18e/19e eeuw                                                    |                       | Westerstraat 84                    | 52° 42' 14" NB, 5° 17' 25" OL | 15196  | Meer afbeeldingen                                                                                |
| Diep pand met midden-18e-eeuwse bakstenen halsgevel met bakstenen klauwstukken                                                                        | Woonhuis                  | 17e/18e/19e eeuw                                                |                       | Westerstraat 88                    | 52° 42' 14" NB, 5° 17' 24" OL | 15197  | Meer afbeeldingen                                                                                |
| Pand met gevel met rechte kroonlijst | Woonhuis                  |                                                                 |                       | Westerstraat 90                    | 52° 42' 14" NB, 5° 17' 23" OL | 15198  | Meer afbeeldingen                                                                                |
| Pand met bakstenen trapgevel met talrijke natuurstenen onderdelen, anno 1625                                                                          | Woonhuis                  | 1625                                                            |                       | Westerstraat 92                    | 52° 42' 14" NB, 5° 17' 23" OL | 15199  | Meer afbeeldingen                                                                                |
| Pakhuis met trapgevel | Woonhuis                  | 1566                                                            |                       | Westerstraat 94                    | 52° 42' 14" NB, 5° 17' 23" OL | 15200  | Meer afbeeldingen                                                                                |
| Pand met pui | Woonhuis                  | 18e eeuw (pand) 19e eeuw (pui)                                  |                       | Westerstraat 96                    | 52° 42' 14" NB, 5° 17' 22" OL | 15201  | Pand met pui                                                                                     |
| Gaaf woonhuis | Woonhuis                  | tweede helft 18e eeuw                                           |                       | Westerstraat 98                    | 52° 42' 14" NB, 5° 17' 22" OL | 15202  | Gaaf woonhuis                                                                                    |
| Pand met gevel met rechte gootlijst, en dakkapel | Woonhuis                  | laat 18e eeuw of vroeg 19e eeuw                                 |                       | Westerstraat 106                   | 52° 42' 14" NB, 5° 17' 21" OL | 15203  | Meer afbeeldingen                                                                                |
| Diep pand met oude kap | Woonhuis                  |                                                                 |                       | Westerstraat 110                   | 52° 42' 14" NB, 5° 17' 21" OL | 15204  | Diep pand met oude kap                                                                           |
| Pand met eind-16e-eeuwse topgevel met klimmende pilasters                                                                                             | Woonhuis                  | 16e eeuw                                                        |                       | Westerstraat 116                   | 52° 42' 13" NB, 5° 17' 19" OL | 15205  | Meer afbeeldingen                                                                                |
| Pand met strakke bakstenen gevel met rechte kroonlijst met dakkapel                                                                                   | Woonhuis                  | 1809 (datering)                                                 |                       | Westerstraat 120A                  | 52° 42' 13" NB, 5° 17' 18" OL | 15206  | Meer afbeeldingen                                                                                |
| Strakke gevel met sierlijke dakkapel voor wellicht ouder pand                                                                                         | Woonhuis                  | 19e eeuw                                                        |                       | Westerstraat 120                   | 52° 42' 13" NB, 5° 17' 18" OL | 15207  | Meer afbeeldingen                                                                                |
| Voormalige Eucheriuskapel | Kapel                     | 1441                                                            |                       | Westerstraat 128                   | 52° 42' 13" NB, 5° 17' 17" OL | 15208  | Meer afbeeldingen                                                                                |
| Houten Klokkenhuis | Kerk en kerkonderdeel     | 1877                                                            |                       | Westerstraat 134                   | 52° 42' 12" NB, 5° 17' 14" OL | 15209  | Meer afbeeldingen                                                                                |
| Pand met trapgeveltje van het vroege enkhuizer type                                                                                                   | Woonhuis                  | 1600                                                            |                       | Westerstraat 136                   | 52° 42' 12" NB, 5° 17' 14" OL | 15210  | Meer afbeeldingen                                                                                |
| Nederlands Hervormde Gomarus- of Westerkerk | Kerk en kerkonderdeel     | ?                                                               |                       | Westerstraat 138                   | 52° 42' 12" NB, 5° 17' 14" OL | 15211  | Meer afbeeldingen                                                                                |
| Laag pand met ingezwenkte afgeknotte top, gepleisterd                                                                                                 | Woonhuis                  |                                                                 |                       | Westerstraat 146                   | 52° 42' 11" NB, 5° 17' 8" OL  | 15212  | Meer afbeeldingen                                                                                |
| Pand met eenvoudige 19e-eeuwse lijstgevel | Woonhuis                  | 19e eeuw                                                        |                       | Westerstraat 148                   | 52° 42' 11" NB, 5° 17' 7" OL  | 15213  | Meer afbeeldingen                                                                                |
| Pand met bakstenen trapgevel, herbouwd | Woonhuis                  |                                                                 |                       | Westerstraat 152                   | 52° 42' 11" NB, 5° 17' 7" OL  | 15214  | Meer afbeeldingen                                                                                |
| Hoekpand onder oude kap mede over achterhuis | Woonhuis                  |                                                                 |                       | Westerstraat 156                   | 52° 42' 11" NB, 5° 17' 6" OL  | 15215  | Hoekpand onder oude kap mede over achterhuis                                                     |
| Marktmeestershuis | Woonhuis                  | 1617                                                            |                       | Westerstraat 158                   | 52° 42' 11" NB, 5° 17' 6" OL  | 15216  | Meer afbeeldingen                                                                                |
| Pand met woonhuisgevel | Woonhuis                  | waarschijnlijk 17e eeuw                                         |                       | Westerstraat 162                   | 52° 42' 11" NB, 5° 17' 5" OL  | 15217  | Meer afbeeldingen                                                                                |
| Pand met gepleisterde halsgevel onder zadeldak | Woonhuis                  | derde kwart 18e eeuw                                            |                       | Westerstraat 166                   | 52° 42' 10" NB, 5° 17' 2" OL  | 15218  | Meer afbeeldingen                                                                                |
| Pand met eenvoudig bakstenen trapgeveltje | Woonhuis                  |                                                                 |                       | Westerstraat 190                   | 52° 42' 9" NB, 5° 16' 58" OL  | 15221  | Meer afbeeldingen                                                                                |
| Pandje met rechte kroonlijst | Woonhuis                  | 19e eeuw                                                        |                       | Westerstraat 192                   | 52° 42' 9" NB, 5° 16' 58" OL  | 15222  | Meer afbeeldingen                                                                                |
| Pand met geheel bakstenen halsgevel met bakstenen klauwstukken, midden                                                                                | Woonhuis                  | midden 18e eeuw                                                 |                       | Westerstraat 194                   | 52° 42' 9" NB, 5° 16' 58" OL  | 15223  | Meer afbeeldingen                                                                                |
| Pand met wat lagere bakstenen halsgevel met bakstenen klauwstukken                                                                                    | Woonhuis                  | 18e eeuw                                                        |                       | Westerstraat 196                   | 52° 42' 9" NB, 5° 16' 58" OL  | 15224  | Meer afbeeldingen                                                                                |
| Pand met hoge trapgevel met bergstenen blokken | Werk-woonhuis             |                                                                 |                       | Westerstraat 198                   | 52° 42' 9" NB, 5° 16' 57" OL  | 15225  | Meer afbeeldingen                                                                                |
| Pand met gepleisterde topgevel met treden ter halverhoogte                                                                                            | Woonhuis                  |                                                                 |                       | Westerstraat 214                   | 52° 42' 9" NB, 5° 16' 54" OL  | 15226  | Meer afbeeldingen                                                                                |
| Pand met ingezwenkte halsgevel onder zadeldak | Woonhuis                  |                                                                 |                       | Westerstraat 218                   | 52° 42' 9" NB, 5° 16' 53" OL  | 15227  | Meer afbeeldingen                                                                                |
| Pand met gepleisterd topgeveltje met treden ter halverhoogte                                                                                          | Woonhuis                  |                                                                 |                       | Westerstraat 226                   | 52° 42' 9" NB, 5° 16' 52" OL  | 15228  | Meer afbeeldingen                                                                                |
| Pand met gepleisterd trapgeveltje | Woonhuis                  |                                                                 |                       | Westerstraat 228                   | 52° 42' 8" NB, 5° 16' 52" OL  | 15229  | Meer afbeeldingen                                                                                |
| Pand met hoge trapgevel met blokken | Woonhuis                  | 1644                                                            |                       | Westerstraat 230                   | 52° 42' 8" NB, 5° 16' 51" OL  | 15230  | Meer afbeeldingen                                                                                |
| Pand met hoge kap waarvoor ingezwenkte afgeknotte halsgevel                                                                                           | Woonhuis                  | 19e eeuw                                                        |                       | Westerstraat 232                   | 52° 42' 8" NB, 5° 16' 51" OL  | 15231  | Meer afbeeldingen                                                                                |
| Pand met puntgevel met toppilaster onder zadeldak | Woonhuis                  |                                                                 |                       | Westerstraat 244                   | 52° 42' 8" NB, 5° 16' 48" OL  | 15232  | Meer afbeeldingen                                                                                |
| Pand met puntgevel met toppilaster onder zadeldak | Woonhuis                  |                                                                 |                       | Westerstraat 246                   | 52° 42' 8" NB, 5° 16' 48" OL  | 15233  | Meer afbeeldingen                                                                                |
| Laag hoekpand met dwarskap | Woonhuis                  |                                                                 |                       | Westerstraat 270                   | 52° 42' 7" NB, 5° 16' 44" OL  | 15234  | Meer afbeeldingen                                                                                |
| Zuiderzeemuseum: museum | Opslag                    | 1625 (jaartalstenen)                                            |                       | Wierdijk 13                        | 52° 42' 13" NB, 5° 17' 48" OL | 15235  | Meer afbeeldingen                                                                                |
| Zuiderzeemuseum: Z.g.Erwtenkamer, voormalig pakhuis tot woning verbouwd                                                                               | Opslag                    | eerste helft 19e eeuw                                           |                       | Wierdijk 22                        | 52° 42' 11" NB, 5° 17' 49" OL | 15236  | Meer afbeeldingen                                                                                |
| Staverse Poortje | Omwalling                 | 1833 (herbouwd)                                                 |                       | Wierdijk                           | 52° 42' 14" NB, 5° 17' 51" OL | 15237  | Meer afbeeldingen                                                                                |
| Voormalige schuilkerk doopsgezinden | Kerk en kerkonderdeel     |                                                                 |                       | 't Zand 13                         | 52° 42' 10" NB, 5° 17' 22" OL | 15238  | Meer afbeeldingen                                                                                |
| Pand met ingezwenkte halsgevel met bakstenen rollaag en houten fronton                                                                                | Woonhuis                  | 18e eeuw                                                        |                       | Zuider Havendijk 15                | 52° 42' 13" NB, 5° 17' 38" OL | 15239  | Meer afbeeldingen                                                                                |
| Laag dwarshuis met dakkapel | Woonhuis                  | 18e eeuw                                                        |                       | Zuider Havendijk 23                | 52° 42' 12" NB, 5° 17' 38" OL | 15240  | Meer afbeeldingen                                                                                |
| Synagoge | Kerk en kerkonderdeel     | 1791                                                            |                       | Zuider Havendijk 25                | 52° 42' 11" NB, 5° 17' 38" OL | 15241  | Meer afbeeldingen                                                                                |
| Pand met laag puntgeveltje met toppilaster | Woonhuis                  | 18e-19e eeuw                                                    |                       | Zuider Havendijk 27                | 52° 42' 11" NB, 5° 17' 38" OL | 15242  | Meer afbeeldingen                                                                                |
| Pand met hoogsteenvoudige puntgevel met toppilaster                                                                                                   | Woonhuis                  |                                                                 |                       | Zuider Havendijk 63                | 52° 42' 7" NB, 5° 17' 38" OL  | 15243  | Meer afbeeldingen                                                                                |
| Houten loods onder zadeldak met luiken in de zijgevel                                                                                                 | Woonhuis                  |                                                                 |                       | Zuider Havendijk 65                | 52° 42' 7" NB, 5° 17' 39" OL  | 15244  | Meer afbeeldingen                                                                                |
| Pand met eenvoudige topgevel met toppilaster | Woonhuis                  |                                                                 |                       | Zuider Havendijk 67                | 52° 42' 7" NB, 5° 17' 38" OL  | 15245  | Meer afbeeldingen                                                                                |
| Pand met eenvoudige topgevel met treden ter halverhoogte                                                                                              | Woonhuis                  | 19e eeuw                                                        |                       | Zuider Havendijk 69                | 52° 42' 7" NB, 5° 17' 38" OL  | 15246  | Meer afbeeldingen                                                                                |
| Laag pand onder dwarsdak | Woonhuis                  |                                                                 |                       | Zuider Havendijk 2                 | 52° 42' 14" NB, 5° 17' 37" OL | 15247  | Meer afbeeldingen                                                                                |
| Pandje met toppilaster | Woonhuis                  | 18e eeuw                                                        |                       | Zuider Havendijk 4                 | 52° 42' 14" NB, 5° 17' 37" OL | 15248  | Meer afbeeldingen                                                                                |
| Pand onder dwarsdak tussen toppen | Onderdeel woningen e.d.   | 18e-19e eeuw                                                    |                       | Zuider Havendijk 6                 | 52° 42' 13" NB, 5° 17' 37" OL | 15249  | Meer afbeeldingen                                                                                |
| Pand onder dwarsdak tussen toppen | Onderdeel woningen e.d.   | 18e-19e eeuw                                                    |                       | Zuider Havendijk 8                 | 52° 42' 13" NB, 5° 17' 37" OL | 15250  | Meer afbeeldingen                                                                                |
| Pand met voorgevel belangrijk interieur met houtskelet                                                                                                | Woonhuis                  | 1927                                                            |                       | Zuider Havendijk 18                | 52° 42' 12" NB, 5° 17' 37" OL | 15251  | Meer afbeeldingen                                                                                |
| Pand met laat-18e-eeuwse gevel met hoeklisenen en rechte kroonlijst en dakkapel voor diep-17e-eeuws pand                                              | Woonhuis                  | laat 18e eeuw                                                   |                       | Zuider Havendijk 26                | 52° 42' 11" NB, 5° 17' 37" OL | 15252  | Meer afbeeldingen                                                                                |
| Pand met eenvoudige rechte gevel: pand ouder | Woonhuis                  |                                                                 |                       | Zuider Havendijk 28                | 52° 42' 11" NB, 5° 17' 37" OL | 15253  | Meer afbeeldingen                                                                                |
| Pand met trapgevel met lange toppilaster en neg- en kantblokken                                                                                       | Woonhuis                  | 1650                                                            |                       | Zuider Havendijk 38                | 52° 42' 10" NB, 5° 17' 37" OL | 15254  | Meer afbeeldingen                                                                                |
| Pand met eenvoudige 19e-eeuwse lijstgevel | Woonhuis                  | 19e eeuw                                                        |                       | Zuider Havendijk 82                | 52° 42' 6" NB, 5° 17' 37" OL  | 15256  | Meer afbeeldingen                                                                                |
| Door rechte kroonlijst afgesloten laat-18e-, vroeg-19e-eeuwse gevel met dakkapel voor pand                                                            | Woonhuis                  | 1624                                                            |                       | Zuider Havendijk 84                | 52° 42' 6" NB, 5° 17' 37" OL  | 15257  | Meer afbeeldingen                                                                                |
| Smal hoog pandje met ingezwenkte halsgevel en topgevel achter                                                                                         | Woonhuis                  |                                                                 |                       | Zuider Havendijk 86                | 52° 42' 6" NB, 5° 17' 37" OL  | 15258  | Meer afbeeldingen                                                                                |
| Pand met bakstenen trapgevel met twee friezen boven gesneden puibalk                                                                                  | Woonhuis                  | 17e eeuw                                                        |                       | Zuider Havendijk 96                | 52° 42' 5" NB, 5° 17' 37" OL  | 15259  | Meer afbeeldingen                                                                                |
| Hoekhuis zuiderpui, van nieuwe gebroken, afgeplatte kap voorzien pand, waarvan de zijgevel is ontpleisterd                                            | Woonhuis                  | 17e eeuw                                                        |                       | Zuider Havendijk 108               | 52° 42' 3" NB, 5° 17' 37" OL  | 15260  | Meer afbeeldingen                                                                                |
| Pand onder schilddak | Woonhuis                  | 17e eeuw (oorsprong)                                            |                       | Zuiderkerksteeg 6                  | 52° 42' 14" NB, 5° 17' 36" OL | 15261  | Meer afbeeldingen                                                                                |
| Pandje onder zadeldak | Opslag                    |                                                                 |                       | Zuiderkerksteeg 10                 | 52° 42' 15" NB, 5° 17' 35" OL | 15262  | Pandje onder zadeldak                                                                            |
| Pand onder dwarsdak met topgevels | Industrie                 | 18e-19e eeuw                                                    |                       | Zuiderkerksteeg 14                 | 52° 42' 14" NB, 5° 17' 33" OL | 15263  | Pand onder dwarsdak met topgevels                                                                |
| Tot pakhuis gedegradeerd pandje onder zadeldak tussen topgevels                                                                                       | Transport                 |                                                                 |                       | Zuiderkerksteeg 16                 | 52° 42' 14" NB, 5° 17' 33" OL | 15264  | Tot pakhuis gedegradeerd pandje onder zadeldak tussen topgevels                                  |
| Eenvoudige woning onder zadeldak met toppilaster ter halverwege                                                                                       | Woonhuis                  |                                                                 |                       | Zuiderkerksteeg 18                 | 52° 42' 14" NB, 5° 17' 33" OL | 15265  | Eenvoudige woning onder zadeldak met toppilaster ter halverwege                                  |
| Eenvoudige woning onder zadeldak met toppilaster ter halverwege                                                                                       | Woonhuis                  |                                                                 |                       | Zuiderkerksteeg 20                 | 52° 42' 14" NB, 5° 17' 32" OL | 15266  | Eenvoudige woning onder zadeldak met toppilaster ter halverwege                                  |
| Eenvoudige woning onder zadeldak met toppilaster ter halverwege                                                                                       | Woonhuis                  |                                                                 |                       | Zuiderkerksteeg 22                 | 52° 42' 14" NB, 5° 17' 32" OL | 15267  | Eenvoudige woning onder zadeldak met toppilaster ter halverwege                                  |
| Zuiderkerk: kerk | Kerk en kerkonderdeel     | ca. 1423                                                        |                       | Zuiderkerksteeg 3                  | 52° 42' 14" NB, 5° 17' 35" OL | 15268  | Meer afbeeldingen                                                                                |
| Zuiderkerk: toren | Kerk en kerkonderdeel     | 1458 (onderste deel toren voltooid) 1524 (bovenste deel gereed) |                       | Zuiderkerksteeg                    | 52° 42' 13" NB, 5° 17' 33" OL | 15269  | Meer afbeeldingen                                                                                |
| Spuihuisje | Waterkering en -doorlaat  | 17e eeuw                                                        |                       | Zuiderspui 1                       | 52° 42' 3" NB, 5° 17' 38" OL  | 15270  | Meer afbeeldingen                                                                                |
| Dwarshuis met verdieping boven puibalk | Woonhuis                  | 17e-18e eeuw (bouw) 1527 (gevelsteen)                           |                       | Zuiderspui 2                       | 52° 42' 3" NB, 5° 17' 38" OL  | 15271  | Meer afbeeldingen                                                                                |
| Pand met bakstenen trapgevel voor dwarskap | Woonhuis                  | 18e eeuw (pui)                                                  |                       | Zuiderspui 3                       | 52° 42' 3" NB, 5° 17' 37" OL  | 15272  | Meer afbeeldingen                                                                                |
| Pand met hoge bakstenen trapgevel | Woonhuis                  | 18e eeuw (pui)                                                  |                       | Zuiderspui 4                       | 52° 42' 3" NB, 5° 17' 37" OL  | 15273  | Meer afbeeldingen                                                                                |
| Vernieuwd pand, gesubsidieerd | Woonhuis                  |                                                                 |                       | Zuiderspui 5                       | 52° 42' 3" NB, 5° 17' 37" OL  | 15274  | Meer afbeeldingen                                                                                |
| Smal pandje met halsgevel aan de Breedstraat | Appartementengebouw       | 18e eeuw                                                        |                       | Zwaanstraat 4                      | 52° 42' 14" NB, 5° 17' 42" OL | 15276  | Meer afbeeldingen                                                                                |
| Stadsgevangenis | Overheidsgebouw           | 1612                                                            |                       | Gevangenis a/d Zwaanstraat         | 52° 42' 15" NB, 5° 17' 43" OL | 15277  | Meer afbeeldingen                                                                                |
| Sluis bij de Drommedaris tussen Paktuinen en Eiland                                                                                                   | Waterkering en -doorlaat  | 1819                                                            |                       | Sluis bij de Drommedaris           | 52° 42' 1" NB, 5° 17' 36" OL  | 15278  | Meer afbeeldingen                                                                                |
| Klapbrug bij de Drommedaris | Brug                      |                                                                 |                       | Klapbrug bij de Drommedaris        | 52° 42' 7" NB, 5° 17' 24" OL  | 15279  | Meer afbeeldingen                                                                                |
| Klapbrug tussen Bocht en Wierdijk | Brug                      |                                                                 |                       | Klapbrug tussen Bocht en Wierdijk  | 52° 42' 2" NB, 5° 17' 42" OL  | 15280  | Meer afbeeldingen                                                                                |
| Klapbrug | Brug                      |                                                                 |                       | Klapbrug bij O.I. Pakhuizen        | 52° 42' 14" NB, 5° 17' 46" OL | 15281  | Meer afbeeldingen                                                                                |
| Gemetselde boogbrug over de Burgwal | Brug                      |                                                                 |                       | Boogbrug over de Burgwal           | 52° 42' 7" NB, 5° 16' 43" OL  | 15282  | Meer afbeeldingen                                                                                |
| Gemetselde boogbrug over de Oudegracht | Brug                      |                                                                 |                       | Boogbrug over de Oudegracht        | 52° 42' 10" NB, 5° 17' 4" OL  | 15283  | Meer afbeeldingen                                                                                |
| Zeedijk aan de oostzijde van laatste bastion tot en met Eiland                                                                                        | Bomvrij militair object   | 1560 (deels)                                                    |                       | Bastions oostzijde Zeedijk         | 52° 42' 30" NB, 5° 17' 8" OL  | 15284  | Zeedijk aan de oostzijde van laatste bastion tot en met Eiland                                   |
| Snouck van Loosenpark: opzichterswoning | Woonhuis                  |                                                                 | C.B. Posthumus Meyjes | Snouck van Loosenpark 1            | 52° 42' 1" NB, 5° 17' 19" OL  | 359699 | Snouck van Loosenpark: opzichterswoning                                                          |
| Snouck van Loosenpark: dubbelwoning | Woonhuis                  |                                                                 | C.B. Posthumus Meyjes | Snouck van Loosenpark 2            | 52° 42' 2" NB, 5° 17' 20" OL  | 359704 | Snouck van Loosenpark: dubbelwoning                                                              |
| Snouck van Loosenpark: vier gespiegelde woningen | Woonhuis                  |                                                                 | C.B. Posthumus Meyjes | Snouck van Loosenpark 4            | 52° 42' 3" NB, 5° 17' 20" OL  | 359709 | Snouck van Loosenpark: vier gespiegelde woningen                                                 |
| Snouck van Loosenpark: vrijstaande woning | Woonhuis                  |                                                                 | C.B. Posthumus Meyjes | Snouck van Loosenpark 8            | 52° 42' 2" NB, 5° 17' 19" OL  | 359714 | Snouck van Loosenpark: vrijstaande woning                                                        |
| Snouck van Loosenpark: vrijstaande woning | Woonhuis                  |                                                                 | C.B. Posthumus Meyjes | Snouck van Loosenpark 9            | 52° 42' 3" NB, 5° 17' 19" OL  | 359719 | Snouck van Loosenpark: vrijstaande woning                                                        |
| Snouck van Loosenpark: dubbelwoning | Woonhuis                  |                                                                 | C.B. Posthumus Meyjes | Snouck van Loosenpark 10           | 52° 42' 3" NB, 5° 17' 18" OL  | 359725 | Snouck van Loosenpark: dubbelwoning                                                              |
| Snouck van Loosenpark: dubbelwoning | Woonhuis                  |                                                                 | C.B. Posthumus Meyjes | Snouck van Loosenpark 12           | 52° 42' 3" NB, 5° 17' 17" OL  | 359730 | Snouck van Loosenpark: dubbelwoning                                                              |
| Snouck van Loosenpark: dubbelwoning | Woonhuis                  |                                                                 | C.B. Posthumus Meyjes | Snouck van Loosenpark 14           | 52° 42' 2" NB, 5° 17' 17" OL  | 359735 | Snouck van Loosenpark: dubbelwoning                                                              |
| Snouck van Loosenpark: dubbelwoning | Woonhuis                  |                                                                 | C.B. Posthumus Meyjes | Snouck van Loosenpark 16           | 52° 42' 2" NB, 5° 17' 15" OL  | 359740 | Snouck van Loosenpark: dubbelwoning                                                              |
| Snouck van Loosenpark: dubbelwoning | Woonhuis                  |                                                                 | C.B. Posthumus Meyjes | Snouck van Loosenpark 18           | 52° 42' 3" NB, 5° 17' 16" OL  | 359745 | Snouck van Loosenpark: dubbelwoning                                                              |
| Snouck van Loosenpark: dubbelwoning | Woonhuis                  |                                                                 | C.B. Posthumus Meyjes | Snouck van Loosenpark 20           | 52° 42' 4" NB, 5° 17' 14" OL  | 359750 | Snouck van Loosenpark: dubbelwoning                                                              |
| Snouck van Loosenpark: acht gespiegelde woningen | Woonhuis                  |                                                                 | C.B. Posthumus Meyjes | Snouck van Loosenpark 22           | 52° 42' 4" NB, 5° 17' 13" OL  | 359755 | Snouck van Loosenpark: acht gespiegelde woningen                                                 |
| Snouck van Loosenpark: vier woningen | Woonhuis                  |                                                                 | C.B. Posthumus Meyjes | Snouck van Loosenpark 30           | 52° 42' 4" NB, 5° 17' 9" OL   | 359760 | Snouck van Loosenpark: vier woningen                                                             |
| Snouck van Loosenpark: vier woningen | Woonhuis                  |                                                                 | C.B. Posthumus Meyjes | Snouck van Loosenpark 34           | 52° 42' 3" NB, 5° 17' 5" OL   | 359765 | Snouck van Loosenpark: vier woningen                                                             |
| Snouck van Loosenpark: dubbelwoning | Woonhuis                  |                                                                 | C.B. Posthumus Meyjes | Snouck van Loosenpark 38           | 52° 42' 3" NB, 5° 17' 7" OL   | 359770 | Snouck van Loosenpark: dubbelwoning                                                              |
| Snouck van Loosenpark: reeks van vier woningen | Woonhuis                  |                                                                 | C.B. Posthumus Meyjes | Snouck van Loosenpark 40           | 52° 42' 2" NB, 5° 17' 6" OL   | 359775 | Snouck van Loosenpark: reeks van vier woningen                                                   |
| Snouck van Loosenpark: reeks van vier woningen | Woonhuis                  |                                                                 | C.B. Posthumus Meyjes | Snouck van Loosenpark 44           | 52° 42' 3" NB, 5° 17' 8" OL   | 359780 | Snouck van Loosenpark: reeks van vier woningen                                                   |
| Snouck van Loosenpark: reeks van vier woningen | Woonhuis                  |                                                                 | C.B. Posthumus Meyjes | Snouck van Loosenpark 48           | 52° 42' 3" NB, 5° 17' 12" OL  | 359785 | Snouck van Loosenpark: reeks van vier woningen                                                   |
| Snouck van Loosenpark: parkaanleg | Tuin, park en plantsoen   |                                                                 | H. Copijn             | Parkaanleg Snouck van Loosenpark   | 52° 42' 3" NB, 5° 17' 5" OL   | 359790 | Snouck van Loosenpark: parkaanleg                                                                |
| Snouck van Loosenpark: toegangshek | Erfscheiding              |                                                                 | C.B. Posthumus Meyjes | Snouck van Loosenpark bij 4        | 52° 42' 3" NB, 5° 17' 20" OL  | 359795 | Meer afbeeldingen                                                                                |
| Snouck van Loosenpark: gemetselde brugboog | Brug                      |                                                                 | C.B. Posthumus Meyjes | Snouck van Loosenpark tegenover 22 | 52° 42' 4" NB, 5° 17' 14" OL  | 359800 | Meer afbeeldingen                                                                                |
| Snouck van Loosenpark: watervogelhuis | Bijgebouwen kastelen enz. |                                                                 | C.B. Posthumus Meyjes | Snouck van Loosenpark tegenover 1  | 52° 42' 1" NB, 5° 17' 19" OL  | 359805 | Snouck van Loosenpark: watervogelhuis                                                            |
| Snouck van Loosenpark: vlaggemast | Straatmeubilair           |                                                                 | C.B. Posthumus Meyjes | Snouck van Loosenpark tegenover 18 | 52° 42' 3" NB, 5° 17' 15" OL  | 359810 | Snouck van Loosenpark: vlaggemast                                                                |
| Snouck van Loosenpark: vrijstaand hek | Erfscheiding              |                                                                 | C.B. Posthumus Meyjes | Snouck van Loosenpark tegenover 36 | 52° 42' 3" NB, 5° 17' 5" OL   | 359815 | Snouck van Loosenpark: vrijstaand hek                                                            |
| Snouck van Loosenpark: vrijstaand hek | Erfscheiding              |                                                                 | C.B. Posthumus Meyjes | Snouck van Loosenpark tegenover 31 | 52° 42' 4" NB, 5° 17' 9" OL   | 359820 | Meer afbeeldingen                                                                                |
| Boerderij met hoog opgaande vierkante houten hooiberg                                                                                                 | Boerderij                 |                                                                 |                       | Handvastwater 42                   | 52° 42' 26" NB, 5° 17' 3" OL  | 396338 | Meer afbeeldingen                                                                                |
| Courtine I-II | Omwalling                 |                                                                 |                       | Courtine I-II                      | 52° 42' 13" NB, 5° 16' 38" OL | 464867 | Upload foto                                                                                      |
| Bastion II | Omwalling                 |                                                                 |                       | Oranjestraat tegenover 20          | 52° 42' 0" NB, 5° 16' 36" OL  | 464868 | Bastion II                                                                                       |
| Courtine II-III | Omwalling                 |                                                                 |                       | Westeinde 6                        | 52° 42' 13" NB, 5° 16' 38" OL | 464869 | Meer afbeeldingen                                                                                |
| Bastion III | Omwalling                 |                                                                 |                       | Nassaustraat tegenover 10          | 52° 42' 13" NB, 5° 16' 38" OL | 464870 | Bastion III                                                                                      |
| Courtine III-IV | Omwalling                 |                                                                 |                       | Nassaustraat tegenover 26          | 52° 42' 13" NB, 5° 16' 39" OL | 464871 | Meer afbeeldingen                                                                                |
| Bastion IV | Omwalling                 |                                                                 |                       | Nanne Sluisstraat tegenover 21     | 52° 42' 13" NB, 5° 16' 39" OL | 464872 | Upload foto                                                                                      |
| Courtine IV-V | Omwalling                 |                                                                 |                       | Nanne Sluisstraat tegenover 1      | 52° 42' 13" NB, 5° 16' 39" OL | 464873 | Upload foto                                                                                      |
| Bastion V | Omwalling                 |                                                                 |                       | Vest bij 1                         | 52° 42' 25" NB, 5° 16' 52" OL | 464874 | Bastion V                                                                                        |
| Courtine V-VI | Omwalling                 |                                                                 |                       | Handvastwater tegenover 52         | 52° 42' 17" NB, 5° 16' 41" OL | 464875 | Meer afbeeldingen                                                                                |
| Bastion VI | Omwalling                 |                                                                 |                       | Noorderweg bij 29                  | 52° 42' 32" NB, 5° 17' 8" OL  | 464876 | Bastion VI                                                                                       |
| Courtine VI-VII | Omwalling                 |                                                                 |                       | Noorderweg bij 29                  | 52° 42' 31" NB, 5° 17' 8" OL  | 464877 | Upload foto                                                                                      |
| Drommedaris | Fort, vesting en -onderdl | 1540 (start bouw) 1649-1657 (verhoogd)                          |                       | Drommedaris                        | 52° 42' 3" NB, 5° 17' 35" OL  | 464878 | Meer afbeeldingen                                                                                |
| Noordelijke loods, van het loodsencomplex | Opslag                    | 1900                                                            |                       | Bierkade 1                         | 52° 42' 23" NB, 5° 17' 41" OL | 507055 | Noordelijke loods, van het loodsencomplex                                                        |
| Loods | Opslag                    | ca. 1900                                                        |                       | Bierkade 2                         | 52° 42' 22" NB, 5° 17' 41" OL | 507056 | Loods                                                                                            |
| Loods | Opslag                    | ca. 1900                                                        |                       | Bierkade 4                         | 52° 42' 21" NB, 5° 17' 41" OL | 507057 | Loods                                                                                            |
| Loods | Opslag                    | ca. 1900                                                        |                       | Bierkade 5                         | 52° 42' 21" NB, 5° 17' 42" OL | 507058 | Loods                                                                                            |
| Snouck van Loosenhuis: bejaardentehuis | Sociale zorg, liefdadigh. | 1892 (verb. of uitbr.)                                          | C.B. Posthumus Meyjes | Dijk 34                            | 52° 42' 6" NB, 5° 17' 34" OL  | 507060 | Meer afbeeldingen                                                                                |
| Snouck van Loosen: tuinhuis | Tuin, park en plantsoen   | 1892                                                            | C.B. Posthumus Meyjes | Dijk bij 36                        | 52° 42' 7" NB, 5° 17' 35" OL  | 507061 | Meer afbeeldingen                                                                                |
| Snouck van Loosen: tuinmuur | Tuin, park en plantsoen   | 1892                                                            | C.B. Posthumus Meyjes | Dijk bij 36                        | 52° 42' 7" NB, 5° 17' 35" OL  | 507062 | Meer afbeeldingen                                                                                |
| Station Enkhuizen | Transport                 | 1885                                                            |                       | Stationsplein 2                    | 52° 41' 59" NB, 5° 17' 20" OL | 507064 | Meer afbeeldingen                                                                                |
| Voormalige goederenloods NS | Opslag                    | 1885                                                            |                       | Stationsplein 3                    | 52° 41' 59" NB, 5° 17' 14" OL | 507065 | Voormalige goederenloods NS                                                                      |
| Snouck van Loosen: ziekeninrichting | Gezondheidszorg           | 1899-1900                                                       | C.B. Posthumus Meyjes | Vijzelstraat 24                    | 52° 42' 19" NB, 5° 17' 20" OL | 507067 | Meer afbeeldingen                                                                                |
| Snouck van Loosen: zusterhuis | Appartementengebouw       | 1899                                                            | C.B. Posthumus Meyjes | Vijzelstraat 24                    | 52° 42' 20" NB, 5° 17' 19" OL | 507068 | Meer afbeeldingen                                                                                |
| Snouck van Loosenkerk met inpandige woning | Opslag                    | 1600-1699                                                       |                       | Breedstraat 47                     | 52° 42' 16" NB, 5° 17' 41" OL | 507069 | Meer afbeeldingen                                                                                |
| Twee dienstwoningen, behorende bij het nabijgelegen Snouck van Loosenhuis                                                                             | Opslag                    | 1750-1799                                                       | C.B. Posthumus Meyjes | Dijk 50                            | 52° 42' 8" NB, 5° 17' 32" OL  | 507070 | Twee dienstwoningen, behorende bij het nabijgelegen Snouck van Loosenhuis                        |
| Stolpboerderij met kenmerken van het Noord-Hollandse type                                                                                             | Boerderij                 | 1850-1875                                                       |                       | Handvastwater 10                   | 52° 42' 22" NB, 5° 17' 11" OL | 507071 | Meer afbeeldingen                                                                                |
| Rijksgetijmeter | Kust- en oevermarkering   | 1875-1900                                                       |                       | Havenweg bij 1                     | 52° 42' 0" NB, 5° 17' 35" OL  | 507072 | Rijksgetijmeter                                                                                  |
| Stolpboerderij van het Noord-Hollandse type, gebouwd als vaarboerderij                                                                                | Boerderij                 | 1850-1875                                                       |                       | Noorderweg 15                      | 52° 42' 30" NB, 5° 17' 18" OL | 507073 | Meer afbeeldingen                                                                                |
| Stolpschuur | Boerderij                 | 1850-1899                                                       |                       | Oude Gracht 47                     | 52° 42' 18" NB, 5° 17' 0" OL  | 507074 | Meer afbeeldingen                                                                                |
| Pomp gelegen tussen de zuiderhaven en het Snouck van Loosenpark                                                                                       | Straatmeubilair           | 1897                                                            | C.B. Posthumus Meyjes | Zuiderhaven (bij)                  | 52° 42' 2" NB, 5° 17' 21" OL  | 507075 | Pomp gelegen tussen de zuiderhaven en het Snouck van Loosenpark                                  |
| Havenlicht | Kust- en oevermarkering   | 1890                                                            |                       | Tussen Twee Havens bij 1           | 52° 41' 58" NB, 5° 17' 35" OL | 507076 | Meer afbeeldingen                                                                                |
| Doopsgezinde Kerk | Kerk en kerkonderdeel     | 1892                                                            | Van der Meulen        | Venedie 17                         | 52° 42' 10" NB, 5° 17' 25" OL | 507077 | Meer afbeeldingen                                                                                |
| Nieuwe Weeshuis | Sociale zorg, liefdadigh. | 1905/1906                                                       | Van der Meulen        | Westerstraat 111                   | 52° 42' 12" NB, 5° 17' 17" OL | 507078 | Nieuwe Weeshuis                                                                                  |
| Voormalige mineraalwaterfabriek | Industrie                 | 1875-1899                                                       |                       | Zuiderkerkplein 3                  | 52° 42' 12" NB, 5° 17' 35" OL | 507079 | Voormalige mineraalwaterfabriek                                                                  |
| Kaatje | Onderwijs en wetenschap   | 1935                                                            |                       | Kuipersdijk 15                     | 52° 42' 1" NB, 5° 16' 54" OL  | 527375 | Meer afbeeldingen                                                                                |
| Snouck van Loosenhuis: prieel | Tuin, park en plantsoen   | 1890                                                            |                       | Dijk bij 34                        | 52° 42' 6" NB, 5° 17' 36" OL  | 528080 | Meer afbeeldingen                                                                                |

## Voormalige rijksmonumenten
| Object                     | Oorspronkelijke functie? | Bouwjaar | Architect             | Locatie      | Coördinaten?                | Nr.?  | Afbeelding        |
| -------------------------- | ------------------------ | -------- | --------------------- | ------------ | --------------------------- | ----- | ----------------- |
| Snouck van Loosenboerderij | Boerderij                | XIXd     | C.B. Posthumus Meyjes | Westeinde 86 | 52° 42' 3" NB, 5° 16' 2" OL | 15114 | Meer afbeeldingen |

Aalsmeer ·
Alkmaar ·
Amstelveen ·
Amsterdam ·
Bergen ·
Beverwijk ·
Blaricum ·
Bloemendaal ·
Castricum ·
Den Helder ·
Diemen ·
Dijk en Waard ·
Drechterland ·
Edam-Volendam ·
Enkhuizen ·
Gooise Meren ·
Haarlem ·
Haarlemmermeer ·
Heemskerk ·
Heemstede ·
Heiloo ·
Hilversum ·
Hollands Kroon ·
Hoorn ·
Huizen ·
Koggenland ·
Landsmeer ·
Laren ·
Medemblik ·
Oostzaan ·
Opmeer ·
Ouder-Amstel ·
Purmerend ·
Schagen ·
Stede Broec ·
Texel ·
Uitgeest ·
Uithoorn ·
Velsen ·
Waterland ·
Wijdemeren ·
Wormerland ·
Zaanstad ·
Zandvoort